# 等震线

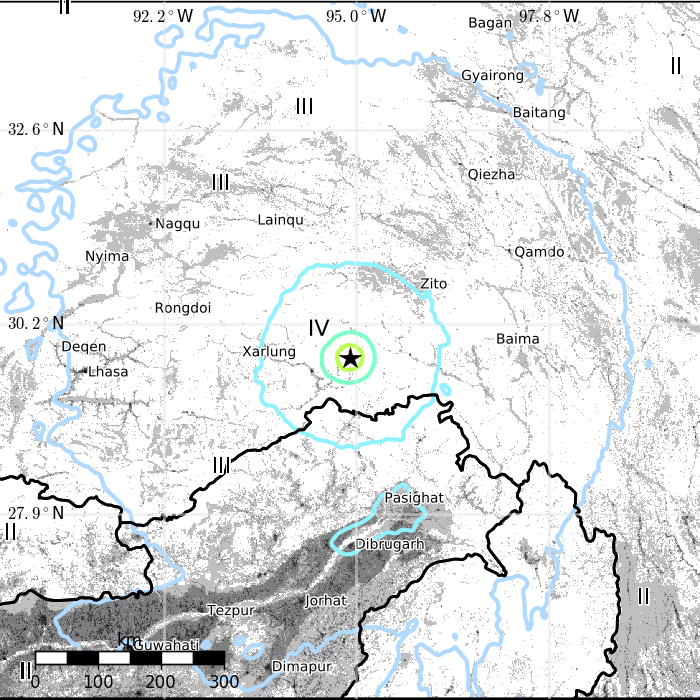
美国地质勘探局发布的2017年米林地震等震度图

等震度圖（英語：Isoseismal Map），是指同一地震在地面引起相等破坏程度（称烈度）的各点连接起来的曲线。在地震发生后通过宏观调查作出的，标绘等震线的图件称等震线图。等震线图的型式有呈同心圆的、同心椭圆的或不规则形状的。根据等震线的形态等资料可确定宏观震中位置；估算震级、震源深度、发震断层走向等等。
等震线的长宽比并不一直是1:1。在大多数情况下，等震线的长宽比可大于1，甚至在2008年汶川大地震中，其等震线长宽比达到了9:1。

## 歷史
歷史上，第一個已知的等震度圖製作於1810年，是為了紀錄匈牙利的莫爾地震而製作的。該圖在1814年由該國地震學家Kitaibel和Tomtsányi於1814年出版。1828年，德國地震學家Egen於提出了第一個烈度Ⅵ度等震度圖，並用此描述發生於萊茵蘭的地震。羅伯特·馬利特（Robert Mallet）創造了等震度圖的英文，「isoseismal」這一個術語，並以三倍強度等級製作了1857年巴西利卡塔地震的地圖，並利用這一信息為參考確定了地震的震央地區（epicenter，另一個他發明的單字）。後來的地震學研究陸續地接受了等震度圖的概念，他們間的主要變化是採用的實際地震烈度等級標示方法。